# Restauratiebeeldhouwer

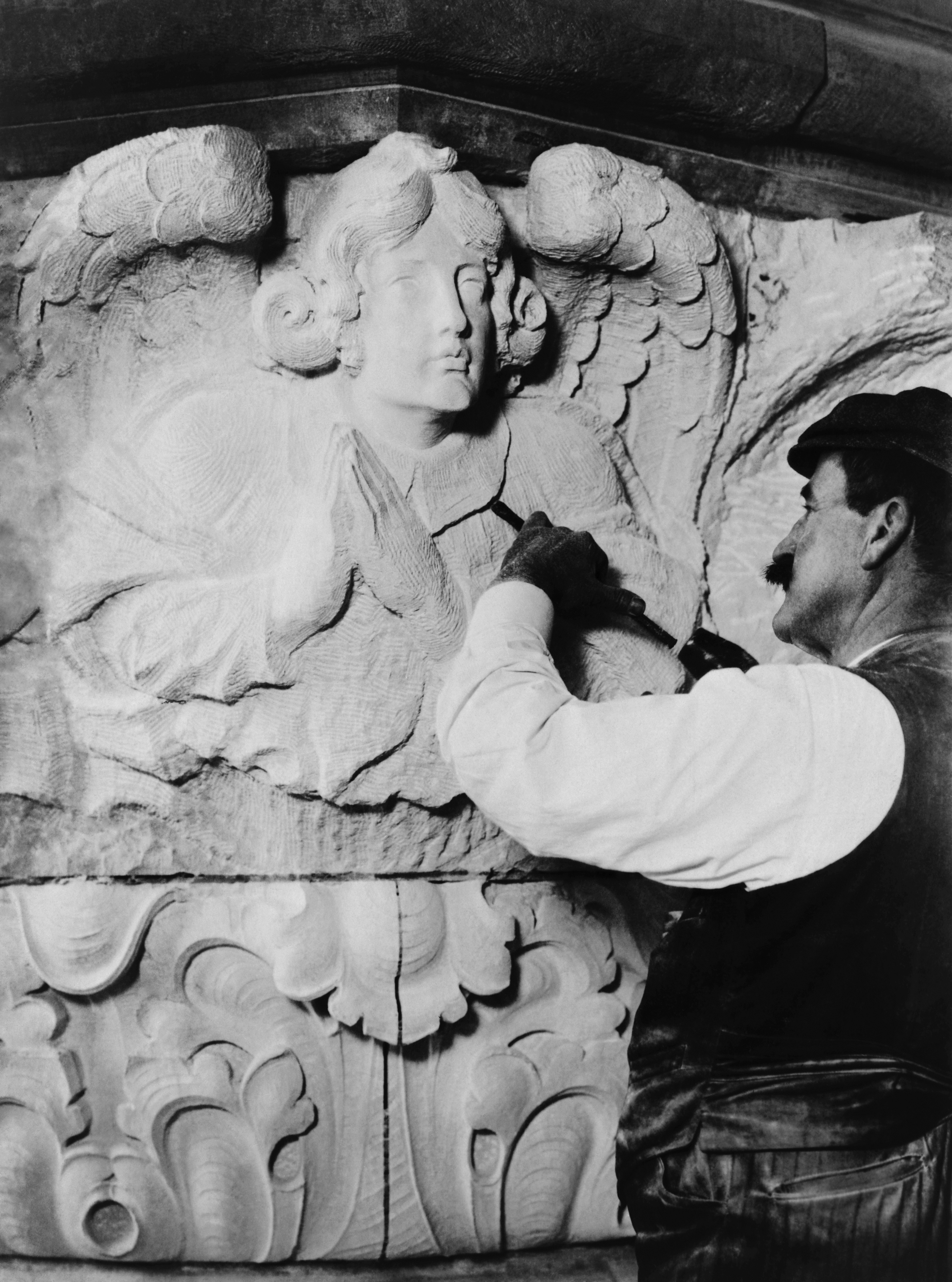
Een restauratiebeeldhouwer houwt een kapiteel met engel

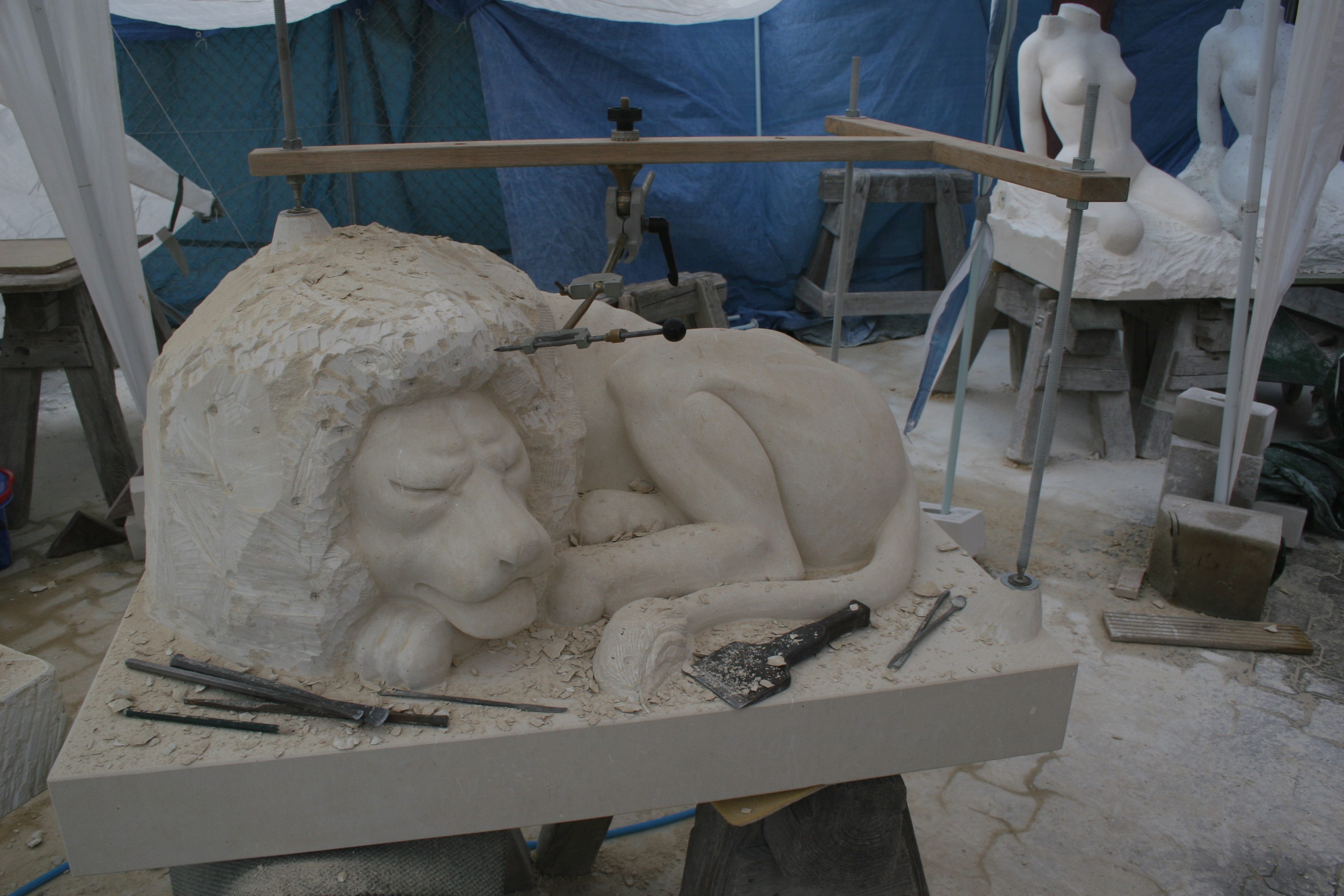
Het punteren van een beeld met het punteerapparaat

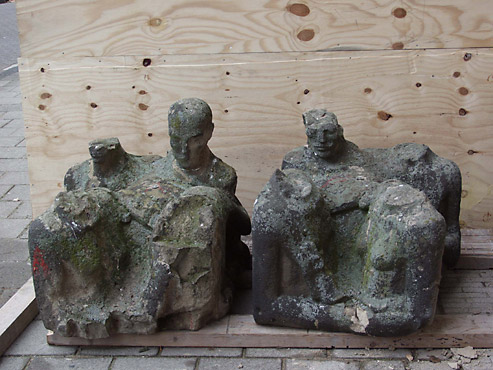
Het bovenste deel van 'Menselijke Energie' door Hildo Krop (1923), voor de restauratie in 2004. Tufsteen

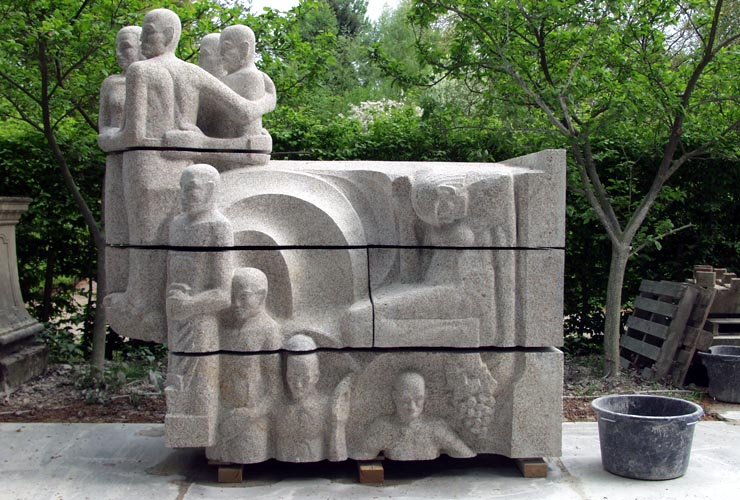
Een gereconstrueerde kopie van een deel van 'Menselijke Energie' van Hildo Krop, in het atelier van de restauratiebeeldhouwer. Beiers graniet

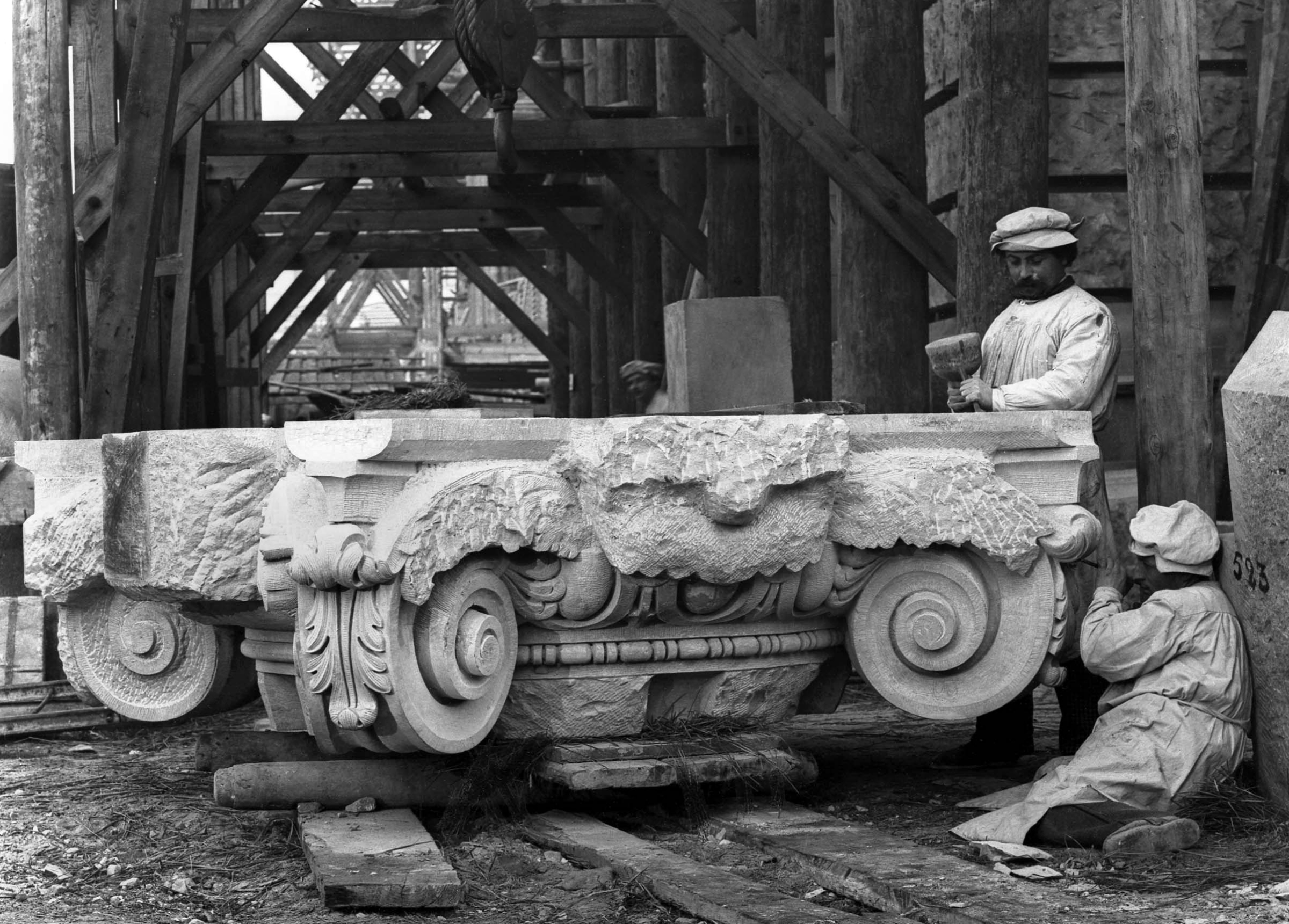
Bouwbeeldhouwwerk: het houwen van een groot kapiteel voor de Rijksdag in Berlijn, 1890

Een restauratiebeeldhouwer is een beeldhouwer die onder andere kopieën van beelden en ornamenten houwt in steen en hout, bestaande beelden en ornamenten restaureert, of anderszins beeldhouwwerk levert ten behoeve van restauraties. 
In vroeger tijden was deze ambachtsman een bouwbeeldhouwer, die alle ornamentele onderdelen in met name steen aan gebouwen verzorgde.

## Werkzaamheden
Traditioneel was de bouwbeeldhouwer een breed opgeleid vakman, met een achtergrond als steenhouwer, die ontwerpen voor beelden en ornamenten  uitvoerde, soms ook wel eigen ontwerpen, in opdracht van de bouwmeester. Daar tegenwoordig gebouwen gewoonlijk zonder veel ornamentiek worden opgeleverd, zijn zijn werkzaamheden verschoven naar de restauratie, hoewel ook nieuwe ontwerpen en toegepast beeldhouwwerk tot zijn terrein behoren.
De werkzaamheden van de restauratiebeeldhouwer vallen vaak binnen het kader van de restauratie van een monumentaal gebouw. Een goed voorbeeld is de restauratie van een gotische kathedraal. Veel van de beeldbepalende ornamenten zoals pinakels, kruisbloemen en baldakijnen zijn kwetsbaar en aan verwering onderhevig, waardoor geregeld een gedeelte van de bewerkte natuursteen vervangen moet worden. Het voorwerk wordt in dit geval gedaan door de restauratiesteenhouwer, die de steen levert en alle profielen en lijsten maakt en ander steenhouwwerk eraan verricht. Op plaatsen waar deze onderdelen versierd zijn met hogels of andere ornamenten wordt dit verder bewerkt door de beeldhouwer. Traditioneel gebeurde dit meestal in de bouwloods bij de kathedraal of ter plekke op de steiger, tegenwoordig wordt het steenhouwwerk ook wel bij de beeldhouwer aangeleverd.
Een ander voorbeeld is het kopiëren van verweerde beelden. Door steenverwering, vandalisme, vorst of andere externe invloeden kan een waardevol beeld of reliëf beschadigd raken. Dan kan ervoor gekozen worden om het oude beeld ergens binnen te bewaren en een kopie op de plek van het origineel te plaatsen. Hiermee worden meerdere doelen gediend: het oude werk wordt beschermd voor verdere verwering, het pand of de locatie waar het origineel stond krijgt weer een herkenbaar beeld terug, en door de reconstructie en kopiëring van het beeld worden cultuurgegevens bewaard.
In dit geval wordt meestal het beeld eerst hersteld en gereconstrueerd en vervolgens, bijvoorbeeld met behulp van een punteerapparaat, nauwgezet gekopieerd.

## Opleiding
Veel restauratiebeeldhouwers in Nederland zijn ofwel autodidact of hebben het vak binnen het bedrijf geleerd. Vaak hebben ze wel een kunstzinnige opleiding als achtergrond.
Aan de Hogeschool Antwerpen bestaat op de campus "Koninklijke academie voor schone kunsten" de opleiding Bachelor en Master in de "Conservatie en Restauratie". Behalve aan algemeen vormende vakken als (kunst-)geschiedenis, stijlleer en materialenkennis wordt veel tijd besteed aan stage en praktijk. Vanwege de hoge eisen moeten de studenten een deelgebied kiezen, zoals beeldhouwwerk (nog onderverdeeld in hout, brons, steen/marmer), schilderkunst (nog onderverdeeld in fresco's, olieverf, aquarel etc.), textielkunst, film en foto, grafisch werk en boekdrukkunst en dergelijke.

## Vaardigheden
Over het algemeen heeft een restauratiebeeldhouwer kennis van:
- de meest voorkomende stijlen, zoals gotiek, barok, rococo, neogotiek, etc.
- diverse aspecten van kunstgeschiedenis
- menselijke anatomie
- boetseren en ontwerpen van reliëfs, gevelstenen, ornamenten en beelden
- historische steen- en beeldhouwtechnieken
- diverse vaardigheden om steen te bewerken (steenhouwen, letterhakken, gebruik van gereedschappen)
- meettechnieken en technieken om beelden te kopiëren in hout en steen
- de meest voorkomende soorten en kwaliteiten natuursteen
- bronsgieten en diverse andere giettechnieken
- diverse materialen zoals hout, gips, was, klei, diverse kunststoffen
- mallen maken
- het gebruik van speciale restauratiemortels en andere herstel- en conserveringsmethoden

Hierbinnen zijn diverse specialisaties mogelijk.

## Creatieve aspecten
Een restauratiebeeldhouwer krijgt regelmatig opdracht om nieuwe ontwerpen te maken. Dat kan zijn omdat bij de restauratie van een gebouw blijkt dat er vroeger versieringen of beelden zijn geweest. Bij nieuw ontworpen beeldende elementen wordt in zo'n geval meestal door de stijl van het werk of door een moderne toevoeging duidelijk dat het hedendaags beeldhouwwerk is.
Bij de reconstructie van sterk vergane beeldhouwwerken is de beeldhouwer naast zijn vakmanschap en historische kennis eveneens sterk aangewezen op zijn creativiteit, met name als er geen documentatie meer aanwezig is.
Een ander creatief aspect ligt in het zoeken naar oplossingen. Zo kan een kalkstenen beeld dat door vandalisme steeds opnieuw beschadigd raakt ofwel steeds hersteld worden, of gekopieerd in een hardere steensoort, of misschien in brons worden afgegoten.
Verder zijn veel restauratiebeeldhouwers ook actief als vrij kunstenaar.